# Pablo Aimar
Pablo César Aimar Giordano (* 3. listopadu 1979, Río Cuarto, Argentina) je bývalý argentinský fotbalový záložník a reprezentant. Kariéru ukončil v červenci 2015 v klubu, ve kterém ji i začínal, a to v CA River Plate.

## Klubová kariéra
Za Valencii odehrál 162 ligových zápasů a vstřelil 27 gólů. S klubem si zahrál ve finále Ligy mistrů v sezóně 2000/01 (porážka s Bayernem Mnichov na penalty).
V roce 2006 přestoupil za 11 milionů eur do Realu Zaragoza.

### Benfica Lisabon
17. července 2008 po dlouhých jednáních přestoupil ze Zaragozy do Benfiky Lisabon za 6,5 milionu eur. Podepsal čtyřletý kontrakt.
V Evropské lize 2012/13 se s klubem probojoval až do finále proti anglickému celku Chelsea FC, kde portugalský klub podlehl soupeři 1:2. Po sezóně 2012/13 oznámil, že v klubu končí.

### Johor Darul Takzim FC
V září 2013 přestoupil do malajského týmu Johor Darul Takzim FC, kde podepsal dvouletou smlouvu s opcí. Působil zde do dubna 2014.

## Reprezentační kariéra

### Mládežnické reprezentace
Zúčastnil se Mistrovství světa hráčů do 17 let 1995 v Ekvádoru, kde Argentina porazila v zápase o bronzovou medaili Omán 2:0. Aimar jednou skóroval v základní skupině B 9. srpna proti Guineji (výhra 2:0) a 13. srpna ve čtvrtfinále proti domácímu Ekvádoru (výhra 3:1).
Aimar byl členem argentinského mládežnického výběru do 20 let na Mistrovství světa U20 1997 konaném v Malajsii, kde Argentina získala svůj třetí titul v této kategorii. Aimar vstřelil vítězný gól v osmifinále 26. června proti Anglii (výhra 2:1).

### A-mužstvo
V letech 1999–2009 byl členem národního týmu Argentiny. Debutoval 9. června 1999 v přátelském utkání s Mexikem (remíza 2:2).
Zúčastnil se Mistrovství světa v letech 2002 (konalo se v Japonsku a Jižní Koreji) a 2006 (konalo se v Německu).